# Operaciones navales sobre Guayaquil y el Callao

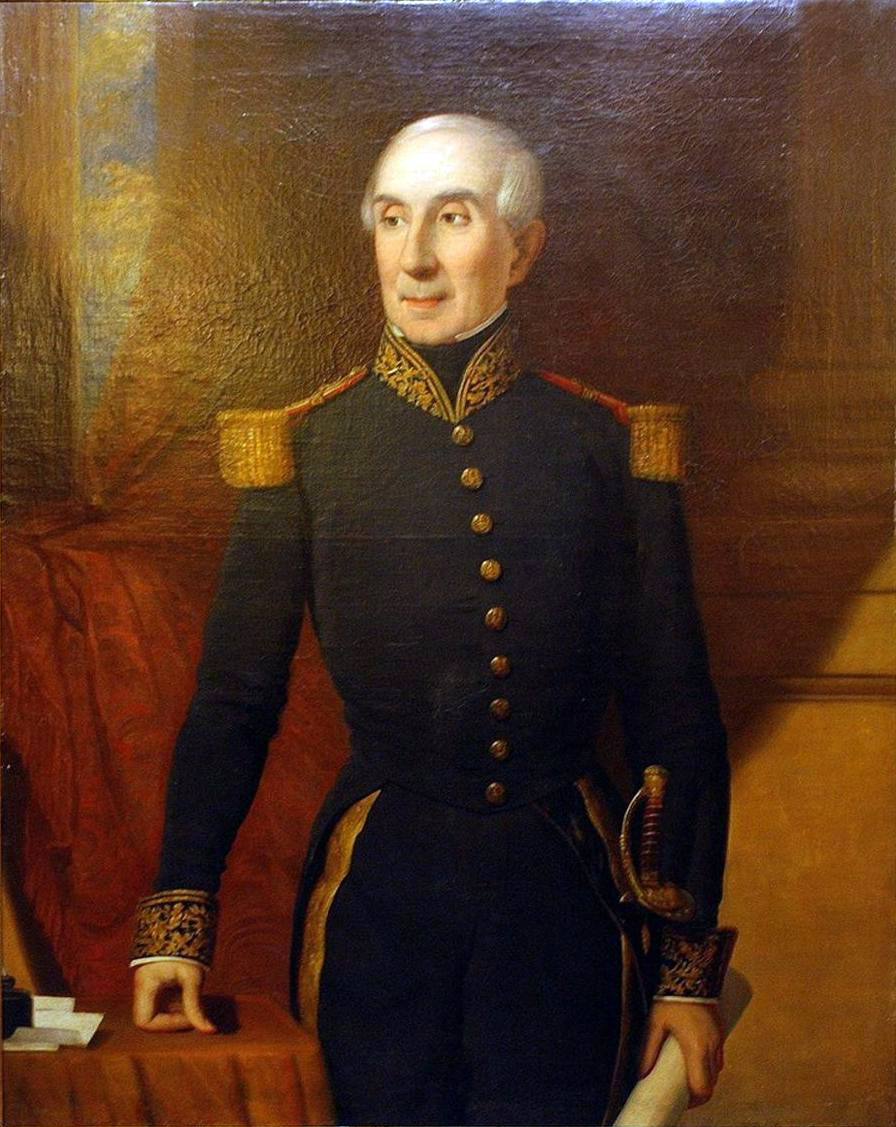
El almirante Manuel Blanco Encalada fue quien llevó a cabo las operaciones navales para neutralizar a la armada confederada.

Las operaciones navales sobre Guayaquil y el Callao ocurrieron durante la Guerra contra la Confederación Perú-Boliviana, tras el fracaso de la misión de Mariano Egaña, y que llevó a que Chile declarase la guerra el 14 de noviembre de 1836 a la Confederación Perú-Boliviana, y el almirante Manuel Blanco Encalada iniciara operaciones navales contra la Armada Confederalista para neutralizarla y dar paso a la invasión a tierra por mar.

## Antecedentes
El 30 de octubre de 1836 zarpó al Perú una escuadra de cinco buques al mando del almirante Manuel Blanco Encalada, la fragata "Monteagudo", el bergantín "Orbegoso", el bergantín "Aquiles", la goleta "Colo Colo" y la corbeta "Valparaíso". A bordo de la escuadra el Congreso chileno enviaba a Mariano Egaña con poderes plenipotenciarios para negociar con el Protector Santa Cruz la firma de un "Tratado de Paz" y terminar las disputas entre ambas naciones. Egaña llevaba en el bolsillo, como último recurso, una declaración de guerra autorizada al efecto por el Congreso chileno, la que tenía fecha 10 de octubre de 1836.
Egaña presentó los siguientes temas en la negociación:
- El pago de las deudas de la expedición libertadora en el Perú y del empréstito adeudado a Chile.
- La limitación de las tropas confederalistas.
- Acuerdos comerciales entre ambas naciones y el fin a la guerra comercial entre Valparaíso y El Callao.
- Indemnización por la incursión de Freire a Chile, de la que se hacía responsable el Gobierno Confederado.
- Separación de Perú y Bolivia (anulación de la Confederación)

Andrés de Santa Cruz estuvo de acuerdo con los temas comerciales, pero en contra de la disolución de la Confederación. Las negociaciones concluyeron en fracaso.
Como estas condiciones ya eran sabidas e inaceptables para el Protector, Egaña (sin haber logrado pisar suelo peruano) envió el 11 de noviembre de 1839, desde la Colo-Colo, una última nota al Ministro de Relaciones Exteriores, declarando la guerra "al gobierno de los Estados Nor y Sud-Peruanos". Hecho esto zarpó en la goleta a Valparaíso, donde arribó el 7 de diciembre. 
Tras el inicio de hostilidades contra la Confederación, se hace más que evidente la búsqueda de una alianza entre Argentina, Ecuador, Chile y los peruanos contrarios a la Confederación, para buscar su destrucción.
Esto se logra más adelante con la declaratoria de guerra que el gobierno argentino dio formalmente el 9 de mayo de 1837, pero sin el apoyo de Ecuador que entró en otro período de anarquía interna. Si bien tenían un enemigo potencial común, Argentina actuó de forma separada.
El almirante Manuel Blanco Encalada, al mando de la Escuadra chilena, se había mantenido en El Callao mientras duraban las negociaciones para evitar la guerra. 
Habiéndose declarado ésta, comenzó las operaciones contra la Armada Confederada Perú-Boliviana, para neutralizar la armada confederada para que Chile obtuviera el dominio absoluto del mar y así dar paso a la campaña terrestre.

## Comienzo de las operaciones
El 19 de mayo de 1836, la corbeta peruana Libertad había zarpado del Callao llevando deportados políticos a Centroamérica. 
El 3 de julio, encontrándose la "Libertad" en el puerto de San Blas (México), se produjo un motín que la hizo dirigirse a Guayaquil, donde permaneció mientras se gestionaba un acuerdo con los insurrectos. Allí se encontraba al ocurrir la sorpresa del Aquiles en Callao: la noche del 21 de agosto, el bergantín "Aquiles" tomó control de la barca "Santa Cruz", el bergantín "Arequipeño" y la goleta "Peruviana", anclados en el Callao.
Lograda una solución al motín, la Libertad se desplazó a Paita (Piura) para reunirse a la escuadra de José Trinidad Morán, pero sólo encontró a la Yanacocha, con la cual prosiguió a Huanchaco (Trujillo). 
La escuadra confederada contemplaba concentrar sus buques en Guayaquil a salvo de sorpresas y donde completarían su alistamiento. 
El 25 de octubre de 1836, Morán zarpó de Callao al norte con el "Congreso" y la goleta "Limeña", a reunirse con la Libertad y Yanacocha. Morán recaló en Huanchaco y continuó a Paita, sin encontrarlos, pero sí a los bergantines Flor del Mar y Catalina, a los que ordenó adelantarse a la isla Puná para llevar pertrechos a la Libertad. 
El 9 de noviembre se les reunió Morán en Puná. Pero la Libertad y la Yanacocha se habían cruzado con Morán sin encontrarse, arribando a Huanchaco (Trujillo), desde donde fueron enviadas de regreso a Guayaquil. 

### El motín de Señoret
EL 12 de noviembre la Libertad y la Yanacocha navegaban a la cuadra de las islas Lobos de Afuera, cuando estalló a bordo de la Libertad otro motín, dirigido esta vez por el piloto francés Leoncio Señoret, al que se plegó la mayoría de la tripulación, que era políticamente desafecta de Santa Cruz. 
Señoret se apoderó del barco, ahuyentó a la Yanacocha, que había hecho un intento de oponerse a la sublevación, y después de poner en un bote al comandante y oficiales aprehendidos, hizo rumbo a Valparaíso para entregar la corbeta al Gobierno chileno. 
La Libertad recaló en Valparaíso el 8 de diciembre de 1836, y se consumaba la pérdida del mejor buque de la Confederación, y se agregaba a la lista naval de Chile. Señoret fue incorporado a la Armada de Chile con el grado de Teniente 1.º.
La Yanacocha había seguido a Paita, de donde continuó el 20 de noviembre a Santa y luego a Callao.

## La Declaración de guerra: Operaciones navales
El 19 de octubre de 1836 la escuadra chilena al mando de Blanco Encalada, zarpó de Valparaíso con destino a Callao, llevando al Ministro Plenipotenciario don Mariano Egaña. 
El 30 de octubre la escuadra recaló frente a Callao, fondeando esa noche fuera del puerto. A la mañana siguiente bajó un oficial a tierra llevando oficios del Gobierno de Chile al de Perú y un saludo al comandante general de Marina, general Ramón Herrera. Este que era chileno y amigo personal de Blanco Encalada, manifestó su negativa no sólo a permitir el ingreso de los buques a Callao, sino también a su aprovisionamiento de víveres, como retribución a la conducta del Aquiles en agosto, y al desconocimiento del convenio preliminar firmado por Garrido. Siguió un intercambio de notas durante varios días, sin llegar a acuerdo, mientras Egaña, a bordo del Aquiles, no podía iniciar aún su misión. 
Como esta contienda epistolar iba para largo, y la escuadra confederada debería estar concentrada en Guayaquil, Blanco decidió dirigirse hacia allá con sus buques, previo acuerdo con el ministro Egaña. 
La goleta Colo-Colo quedó en las afueras de Callao con Egaña a bordo, quien no pudo presentar el pliego de demandas del Gobierno de Chile. Como la condiciones ya eran sabidas e inaceptables para el Protector, Egaña (sin haber logrado pisar suelo peruano) envió el 11 de noviembre de 1839, desde la Colo-Colo, una última nota al Ministro de Relaciones Exteriores, declarando la guerra "al gobierno de los Estados Nor y Sud-Peruanos". 

### Escuadra chilena en Guayaquil
Entre el 4 y el 7 de noviembre, las unidades de la escuadra chilena fueron zarpando hacia el norte, excepto la goleta "Colo-Colo" con el ministro Mariano Egaña a bordo. Tras el fracaso de las negociaciones, Egaña (sin haber logrado pisar suelo peruano) envía desde la goleta "Colo-Colo", una última nota al Ministro de Relaciones Exteriores, declarando la guerra "al gobierno de los Estados Nor y Sud-Peruanos". Hecho esto, zarpó en la goleta hacia Valparaíso donde arribó el 7 de diciembre. 
El 9 de noviembre de 1836 se habían reunido en el puerto de Puná, las siguientes embarcaciones confederadas: el bergantín Congreso (buque insignia); la goleta Limeña; dos bergantines agregados a la fuerza de Morán: "Flor del Mar" y "Catalina". El 12 de noviembre en la noche zarparon para Guayaquil. 
Al día siguiente arribaban a Puná las embarcaciones chilenas: la Monteagudo; el Orbegoso. El día 15 lo hacían la Valparaíso y el Aquiles. 
Blanco Encalada siguió con el Valparaíso y el Aquiles hacia Guayaquil, para desembarcar allí a don Ventura Lavalle, nombrado plenipotenciario chileno ante el Gobierno de Ecuador. 
Al producirse la conjunción de buques antagonistas en aguas neutrales, la autoridad naval ecuatoriana pidió a los jefes de ambas escuadras el respeto a la neutralidad de su país. 
El día 23 de noviembre los buques chilenos bajaron el río Guayas llegando hasta Puná, donde Blanco Encalada había dejado, el 16 de noviembre, al Capitán de Corbeta Manuel Díaz a cargo del Orbegoso y la Monteagudo para impedir la salida de Guayaquil de los buques peruanos. La vigilancia de Díaz en Puná se prolongaría hasta febrero del año siguiente.
El 29 de noviembre la división de Blanco llega a Paita (Piura), prosiguiendo al Callao, donde arribó el 16 de diciembre.

### Bloqueo del Callao
Blanco Encalada inició en Callao un bloqueo, pero limitado sólo a los buques de bandera enemiga, ya que el bloqueo total total requería de la declaración oficial del Gobierno de Chile difundida a todas las naciones neutrales.
El 22 de diciembre se realizó un convenio temporal entre Blanco Encalada y el General Herrera, respecto de cuatro mercantes chilenos retenidos en el Callao. Estos barcos quedarían libres a cambio de suspenderse por quince días todo apresamiento de mercantes peruanos, incluso si llegara a decretarse formalmente el bloqueo, dejando a partir de esa fecha los buques chilenos en Callao sin jugar ningún papel. 

### Fuerzas navales en octubre de 1836
Chile: 
- Fragata "Monteagudo": en Puná desde el 13 de noviembre.
- Bergantín "Orbegoso": en Puná desde el 13 de noviembre.
- Goleta "Colo-Colo": en Valparaíso desde el 7 de diciembre.
- Corbeta "Libertad": en Valparaíso desde el 8 de diciembre.
- Corbeta "Valparaíso" y bergantín "Aquiles" en Callao desde el 16 de diciembre.
- Barca "Santa Cruz", bergantín "Arequipeño" y goleta "Peruviana": en Valparaíso; con bandera chilena al oficializarse la declaración de guerra.

Confederación: 
- Bergantín "Congreso": en Guayaquil desde el 13 de noviembre.
- goleta "Limeña": en Guayaquil desde el 13 de noviembre.
- bergantines "Flor del Mar" y "Catalina": en Guayaquil desde el 13 de noviembre.
- Goleta "Yanacocha": no está clara su ubicación.

### Escaramuza con cañoneras peruanas en el Callao
Ya transcurría un mes de la presencia de los chilenos frente a Callao (el 6 de enero había expirado la tregua). 
El 21 de enero de 1837 los peruanos atacan a los bloqueadores con varias lanchas cañoneras armadas al efecto, al amparo de una niebla arrastrada. Pero los topes de sus arboladuras quedaron a la vista, permitiendo a los buques chilenos rechazarlos a cañonazos. Cuando se levantó una brisa y Manuel Blanco Encalada aprovechándola se dio de inmediato a la tarea de cazar velas y perseguir a la flotilla de lanchas. Las cañoneras ante el ataque viraron para refugiarse al puerto y cubrirse con los fuertes.
Los buques chilenos entraron en el fondeadero en persecución de las lanchas, bajo los fuegos de las baterías. Blanco Encalada no dio orden de contestar el fuego, y se quedó voltejeando en la bahía por algunas horas invitando con esta arriesgada acción, a salir a combatir a los buques peruanos que se encontraban en el puerto. 
Las naves recibieron algunos balazos pero los daños no fueron de consideración y no se registraron bajas.
Ese mismo día la "Valparaíso" abandonó el puerto para dirigirse a Huacho a aprovisionarse, y el 24 estaba de vuelta.
El día 27 llegaba el bergantín Arequipeño, que con bandera chilena, había sido mandado por el Gobierno a incorporarse a la escuadra, siendo despachado por Blanco Encalada a reforzar la división destacada en el golfo de Guayaquil.

## Combate de la Isla de San Lorenzo
Blanco recibió orden de regresar a Santiago, y zarpó al día siguiente hacia Valparaíso donde fondeó el 19 de febrero. Quedó por lo tanto el Aquiles como único sostenedor del seudo bloqueo de Callao, en espera del transporte Napoleón, que debía llevarle provisiones. Blanco Encalada dejó dispuesto que el Aquiles, mandado ahora por el Capitán de Fragata Roberto Simpson, esperase 12 días a su reabastecedor, y luego se dirigiese también a Guayaquil. 
Simpson quedaría al mando de la escuadra concentrada en las cercanías de Guayaquil, listo para iniciar operaciones ofensivas tan pronto esta última abandonase aguas neutrales. 
El 5 de febrero de 1837, mientras el Aquiles estaba solo delante de Callao, salió del puerto la goleta Yanacocha para atacarlo, al mando de Miguel Balareso.
Simpson aceptó de inmediato el combate y se dirigió a su enemigo mientras los dos buques cambiaban cañonazos a larga distancia. 
Después de un corto cañoneo, la goleta "Yanacocha" se vuelve al puerto El Callao para refugiarse bajo los cañones y el bergantín "Aquiles" intenta su persecución. El bergantín "Aquiles" no la alcanzò antes que la goleta "Yanacocha" se recogiera bajo el amparo de los fuertes, por lo que se aventuró a tiro de cañón de los fuertes, cuyo proyectiles lo cruzaban sin tocarlo. Simpson logró agujerear el velamen de la "Yanacocha".
Más adelante a pesar de los esfuerzos por mantener un bloqueo fuerte, la goleta "Yanacocha" lograría escapar a las costas de Ecuador donde se reuniría con la corbeta "Libertad" en el río Guayas.
Cumplido el plazo de espera ordenado, el 9 de febrero Simpson rellenó aguada en Ancón y zarpó enseguida hacia el golfo de Guayaquil.

## El escape de la escuadra confederada
Ya habían pasado casi tres meses desde que la Monteagudo y el Orbegasa iniciaran su vigilancia en el golfo de Guayaquil. 
El 7 de febrero de 1837, según el historiador peruano Paz Soldán, los confederados hicieron un primer intento de salir del río, siendo frustrado por Díaz al aproximarse con sus buques a los peruanos. Esto motivó una queja de Morán al gobernador ecuatoriano, y Díaz regresó a su fondeadero en Puná. 
El 8 de febrero el bergantín peruano Congreso zarpó de Guayaquil en compañía de la goleta ecuatoriana "Diligencia", la que al llegar a Puná se interpuso entre chilenos y peruanos, mientras el "Congreso" fondeó cerca de la isla frente a los buques chilenos. 
El 9 de febrero, según el parte oficial de Díaz, avistó a la escuadra peruana bajando el río, la que al ocaso fondeó frente a la boca de Chupadores, a 5 o 6 millas de los chilenos. Durante dos días los buques peruanos estuvieron efectuando falsas maniobras para engañar a Díaz. 
El día 11 los ecuatorianos exigieron a Díaz que se retirara de las aguas de Ecuador, respondiendo que no había ninguna promesa que le impidiese mantener los peruanos a la vista. 
La medianoche del 13 al 14 de febrero, los buques confederados, protegidos por la oscuridad, finalmente escaparon por la boca de Maquillana hacia el canal del Morro, ubicado al oeste de la isla Puná, a más de 20 millas del fondeadero de los chilenos. Habían escapado los bergantines Congreso y Flor del Mar, y la goleta Limeña. Los chilenos sólo constataron que el Catalina al amanecer remontaba el río regresando a Guayaquil (posteriormente no tuvo ninguna participación en las operaciones de la guerra), por lo que se creyó en los buques chilenos que ese rumbo habían tomado los confederados. 
Los chilenos recién el 15 pudieron informarse, y gracias a información de una nave mercante, de la ruta seguida por los buques de Morán. Díaz perdió más de un día efectuando una rebusca ayudado por sus embarcaciones, logrando al final información de una lancha que venía del Morro. Con este dato reapreció la situación y resolvió dirigirse al oeste de la isla Santa Clara, desde donde habría alguna probabilidad de interceptar la flotilla enemiga, si esta hubiese sufrido algún retraso; de lo contrario no había solución posible. 
El 15 de febrero Simpson llegó a Guayaquil, pasando por Ancón, y buscando al "Congreso", que según noticias dadas en Callao habría escapado. Sin embargo, a las 4 de la tarde del mismo 15 apareció el transporte Napoleón, Díaz posterga la rebusca y se reabastece fondeando frente a Punta Arenas en el extremo sureste de la isla. La faena de reabastecimiento duró hasta el 17 de febrero.
El 18 de febrero en la mañana se aprestaban a zarpar hacia Santa Clara, en alta mar frente a Guayaquil se encontró con los bergantines “Arequipeño” y “Aquiles” . El comandante Simpson estimó inconsecuente perseguir a los buques enemigos, y decidió dirigirse con los cuatro buques de guerra a Puná, a fin de inquirir noticias fidedignas y reabastecerse allí de víveres y aguada. 
El 20 febrero fondearon frente a punta Española (a 5 millas del poblado de Puná) permaneciendo allí hasta el 21. Simpson calculó que a esa fecha los peruanos podrían llevar recorrido ya un tercio de la distancia a Callao, si ese fuera su destino. Pero cabía considerar también que se diriegieran a incursionar en aguas chilenas. Simpson resolvió regresar a Chile, dejando por un tiempo más al Orbegoso en espera de correspondencia oficial desde Quito. 
Los buques tomaron rumbos distintos: el bergantín "Orbegoso" se quedó frente a Guayaquil. El 24 de febrero zarpó la Monteagudo, escoltando al Napoleón en viaje directo a Talcahuano. El 25 zarpó el Aquiles y el Arequipeño, con destino a Valparaíso, donde fondearon el 15 de abril. 
El 10 de marzo de 1837 Morán recaló en El Callao sin novedad. 
Al promediar abril de 1837 ambas escuadras se encontraban en sus respectivos puertos base y la situación estratégica se mantenía inalterable. La campaña naval de Blanco Encalada había resultado infructuosa en cuanto a la conquista del control del mar.

## Consecuencias
La operación marítima chilena no había dado los resultados esperados. El plan chileno contemplaba el control absoluto del mar, y ahora, después de esta costosa campaña marítima para neutralizar la escuadra confederada que estaba en Guayaquil, esta había huido al puerto del Callao, lugar donde un ataque era imposible. Con la retirada chilena, los buques confederados quedarían libres, y así podrían lanzar ataques futuros. 
Con el apresamiento de los buques peruanos el 21 de agosto de 1836 y de la obtención de las naves expedicionarias de Freire, Chile había ganado superioridad en fuerzas y estaba en condiciones de buscar un encuentro decisivo con la fuerza naval enemiga. La intención era usar el poder naval como instrumento de presión para manejar la crisis, manteniendo la iniciativa y teniendo la capacidad estratégica para asumir la ofensiva en caso de ir a la guerra.  
Es notable que en esta primera campaña de la guerra, el teatro principal de operaciones marítimas haya estado situado en aguas territoriales neutrales, hecho que limitó principalmente a los chilenos.  
En cuanto a los resultados estratégicos de la campaña, se observa un estrecho paralelismo con lo ocurrido en 1819 y 1820 en las dos primeras campañas de Cochrane: no se había logrado conquistar el control del mar, no por falta de voluntad de los chilenos, sino porque la flota enemiga se había mantenido refugiada, rehusando combatir.  
Con esta se cerraba una prinera fase de la guerra. El 15 de septiembre de 1837 saldría de Valparaíso una nueva expedición al mando del general Manuel Blanco Encalada, cuya fuerza total ha sido calculada en 3.200. Estas fuerzas desembarcarían en el departamento peruano de Arequipa y ocuparían la ciudad de Arequipa sin resistencia. 
Tres días después de la ocupación de Arequipa zarpaba del Callao una escuadra confederada, al mando del general José Trinidad Morán, quien con 400 hombres a bordo de las corbetas "Socabaya" y "Confederación" y el bergantín "Congreso", incursiona en costas chilenas. El 14 de noviembre de 1837 tomó las islas Juan Fernández. El crucero duró 50 días, no encontró resistencia en el mar, obtuvo como recompensa dos buques mercantes, no se logró interrumpir el comercio y tampoco crear pánico en las poblaciones costeras. 

### Datos curiosos
Esta fue la última guerra naval en el sur del Pacífico librada exclusivamente con veleros, es decir usando tecnología anterior a la Revolución Industrial.  
En las operaciones navales no se disponía del telégrafo terrestre, y las informaciones viajaban a la velocidad del mensajero. Como consecuencia, las decisiones usualmente se tomaban sobre la base de conjeturas a partir de información escasa, añeja y poco confiable.  